# シルク・ディグリーズ
『シルク・ディグリーズ』（Silk Degrees）は、ボズ・スキャッグスが1976年に発表したスタジオ・アルバム。

## 解説
自身の出世作となり、Billboard 200ではスキャッグスにとって初のトップ10入りを果たし（最高2位）、R&Bチャートでは6位に達した。また、スキャッグスのアルバムとしては初めて全英アルバムチャート入りし、20位に達した。
シングル「ロウダウン」はBillboard Hot 100で3位、R&Bチャートとディスコ・チャートで5位に達し、同曲はグラミー賞において最優秀R&B楽曲賞を受賞した。特に「ウィ・アー・オール・アローン」は、多くのミュージシャンが採り上げるスタンダード・ナンバーとなった。スキャッグスは、1976年9月25日放映の『サタデー・ナイト・ライブ』にゲスト出演し、本作から「ロウダウン」と「何て言えばいいんだろう」を披露した。
本作に参加したスタジオ・ミュージシャンのうち、デヴィッド・ペイチ、デヴィッド・ハンゲイト、ジェフ・ポーカロの3人は、この時の共演をきっかけにTOTOを結成した。

## 収録曲
特記なき楽曲はボズ・スキャッグスとデヴィッド・ペイチの共作。
1. 何て言えばいいんだろう - "What Can I Say" - 3:00
2. ジョージア - "Georgia" (Boz Scaggs) - 3:56
3. ジャンプ・ストリート - "Jump Street" - 5:11
4. あの娘に何をさせたいんだ - "What Do You Want the Girl to Do" (Allen Toussaint) - 3:50
5. ハーバー・ライト - "Harbor Lights" (B. Scaggs) - 5:56
6. ロウダウン - "Lowdown" - 5:16
7. イッツ・オーヴァー - "It's Over" - 2:51
8. 明日に愛して - "Love Me Tomorrow" (David Paich) - 3:16
9. リド・シャッフル - "Lido Shuffle" - 3:41
10. ウィアー・オール・アローン - "We're All Alone" (B. Scaggs) - 4:12　＿初リリース時の邦題は「二人だけ」
下記3曲は2007年リマスター盤のボーナス・トラック。いずれも1976年8月15日のロサンゼルス公演におけるライヴ音源。
11. 何て言えばいいんだろう (ライヴ) - "What Can I Say" - 3:24
12. ジャンプ・ストリート (ライヴ) - "Jump Street" - 5:07
13. イッツ・オーヴァー (ライヴ) - "It's Over" - 3:37

## 参加ミュージシャン
- ボズ・スキャッグス - ボーカル、ギター
- デヴィッド・ペイチ - キーボード
- フレッド・タケット - ギター
- ルイ・シェルトン - ギター
- デヴィッド・ハンゲイト - ベース
- ジェフ・ポーカロ - ドラムス、パーカッション
- ジム・ホーン - ホーン
- トム・スコット - ホーン
- プラス・ジョンソン - ホーン
- バド・シャンク - ホーン
- チャック・フィンドレー - ホーン
- ディック・ハイド - ホーン
- ポール・ハビノン - ホーン
- ヴィンセント・デ・ローザ - ホーン
- シド・シャープ - コンサートマスター
- ジョー・ポーカロ - パーカッション(on 1. 3.)
- レス・デュデック - スライド・ギター(on 3.)
- キャロライン・ウィリス - バッキング・ボーカル(on 1. 6.)
- マーティ・マッコール - バッキング・ボーカル(on 1. 6.)
- ジム・ギルストラップ - バッキング・ボーカル(on 1. 6.)
- オージー・ジョンソン - バッキング・ボーカル(on 1. 6.)
- マキシン・グリーン - バッキング・ボーカル(on 4. 7. 8.)
- ペパー・スウェンソン - バッキング・ボーカル(on 4.)